# Tsunesuke Fukuda
Tsunesuke Fukuda (jap. 福田恒助 Fukuda Tsunesuke) – japoński neuroanatom. Około 1919 roku pracował w Zurychu w laboratorium Constantina von Monakowa; zajmował się połączeniami wzgórzowo-czołowymi i odkrył połączenie jądra grzbietowo-przyśrodkowego z korą czołową.